# Stigmacros wilsoni
Stigmacros wilsoni är en myrart som beskrevs av Mcareavey 1957. Stigmacros wilsoni ingår i släktet Stigmacros och familjen myror. Inga underarter finns listade i Catalogue of Life.